# Heinrich von Geymüller
Heinrich von Geymüller, född 12 maj 1839 i Wien, död 19 december 1909 i Baden-Baden, var en österrikisk friherre, arkitekt och konsthistoriker.
Geymüller, som till en början var ingenjör, studerade arkitektur i Berlin, Italien och Paris. Han bosatte sig i Baden-Baden 1894. Han utövade en omfattande verksamhet som arkitekturhistoriker. 
Bland hans arbeten märks Die Baukunst der Renaissance in Frankreich (två band, 1898-1901) och Die Architektur der Renaissance in Toscana, ett verk, som han övertog 1901 efter Carl von Stegmanns död.